# Мартињако
Мартињако (итал. Martignacco) је насеље у Италији у округу Удине, региону Фурланија-Јулијска крајина.
Према процени из 2011. у насељу је живело 5050 становника. Насеље се налази на надморској висини од 131 м.

## Становништво
Према резултатима пописа становништва 2011. у општини је живело 6.796 становника.
| 1936. | 1951. | 1961. | 1971. | 1981. | 1991. | 2001. | 2011. |
| ----- | ----- | ----- | ----- | ----- | ----- | ----- | ----- |
| 4.652 | 5.210 | 5.201 | 5.253 | 5.221 | 5.263 | 5.405 | 6.796 |